# لويز فرازير
لويز فرازير (بالإنجليزية: Louise Fraser) هي منافسة ألعاب القوى بريطانية، ولدت في 10 أكتوبر 1970.

## وصلات خارجية
- لويز فرازير على موقع الاتحاد الدولي لألعاب القوى (الإنجليزية)
- لويز فرازير على موقع أوليمبيديا (الإنجليزية)